# تحليل تكلفة دورة الحياة
تحليل تكلفة دورة الحياة LCCA (Life-cycle cost analysis) هو أداة لتحديد الخيار الأكثر فعالية من حيث التكلفة بين العديد من البدائل المتنافسة لشراء وتملك واستخدام وصيانة وأخيرا إعادة معالجة الشيء أو العملية، خاصة عندما يكون كل من هذه البدائل قابلا للتطبيق تقنيا. على سبيل المثال ، بالنسبة لرصف الطرق السريعة ، بالإضافة إلى تكلفة الإنشاء الأولية ، يأخذ تحليل تكلفة دورة الحياة في الاعتبار جميع تكاليف المستخدم ، (على سبيل المثال ، القدرة المنخفضة في مناطق العمل) ، وتكاليف الوكالة المتعلقة بالأنشطة المستقبلية ، بما في ذلك الصيانة الدورية المستقبلية وإعادة التأهيل. يتم عادةً خصم جميع التكاليف وإجماليها إلى القيمة الحالية المعروفة باسم صافي القيمة الحالية (NPV). يمكن تعميم هذا المثال على أي نوع من المواد أو المنتجات أو الأنظمة.
من أجل إجراء تحليل تكلفة دورة الحياة ، يعد تحديد النطاق أمرًا بالغ الأهمية - ما هي الجوانب التي يجب تضمينها وما الذي لا يجب تضمينه؟ إذا أصبح النطاق كبيرًا جدًا ، فقد تصبح الأداة غير عملية للاستخدام وتكون ذات قدرة محدودة على المساعدة في اتخاذ القرار والنظر في البدائل ؛ إذا كان النطاق صغيرًا جدًا ، فقد تنحرف النتائج باختيار العوامل المعتبرة بحيث يصبح الناتج غير موثوق به أو متحيزًا. عادة ، يشير تحليل تكلفة دورة الحياة إلى عدم تضمين التكاليف البيئية ، في حين أن تكلفة الحياة الكاملة المماثلة ، أو مجرد تحليل دورة الحياة (LCA) ، لها عمومًا نطاق أوسع ، بما في ذلك التكاليف البيئية.
لمساعدة مديري المباني والمنشآت على اتخاذ قرارات سليمة ، يوفر برنامج إدارة الطاقة الفيدرالي الأمريكي (FEMP) إرشادات وموارد حول تطبيق LCCA الذي يسمح بتقييم فعالية التكلفة لاستثمارات كفاءة الطاقة والمياه (انظر دليل NIST 135). تتضمن هذه الوثيقة مقدمة إلى LCCA.
يمكن إجراء تكلفة دورة الحياة بطريقتين: الطريقة الحتمية والاحتمالية.
مثال:  يفكر مالك المبنى في تركيب نظام ضوئي (PV) على سطح المبنى. يأتي نظام الطاقة الكهروضوئية بضمان عمالة ومواد للصيانة لمدة 20 عامًا ، لكن السقف الحالي لم يتبق له عشرين عامًا أخرى في عمر الخدمة ، مما يعني أنه إذا تم تثبيت النظام الكهروضوئي على السطح الحالي ، فستكون هناك تكلفة إضافية (4000 دولار) لفصل وإعادة ضبط النظام الكهروضوئي الجديد لإعادة تسقيف السطح ضمن الإطار الزمني لكفالة النظام الكهروضوئي. ثم يحصل صاحب المبنى على ثلاثة عروض لإعادة تسقيف المبنى من ثلاثة مقاولين مختلفين للأسقف ؛ عرض سعر منخفض وعرض متوسط وعرض مرتفع. العطاءات في هذه الحالة الخاصة تعكس جودة كل من الصنعة والمواد.
1. العطاء المنخفض هو من مقاول أسقف عديم الخبرة يقترح تركيب أرخص مواد التسقيف في السوق. (متوسط العمر المتوقع 15 سنة) بقيمة 14000 دولار.
2. العطاء المتوسط من مقاول أسقف ذو سمعة جيدة وموثوق من قبل مصنعي المواد. (متوسط العمر المتوقع 25 سنة) 16000 دولار.
3. العطاء العالي هو من مقاول أسقف مشهور يقترح مواد تسقيف عالية الجودة. (العمر المتوقع 35 سنة) 18000 دولار
عند إجراء تحليل تكلفة دورة الحياة ، يجب أن يكون واضحًا أن العطاء المنخفض ليس هو العطاء المثالي لهذه الحالة بالذات ، حيث سينتهي الأمر بدفع مالك المبنى 18000 دولار على الأقل، (14000 دولار لأول إعادة تسقيف + 4000 دولار لفصل وإعادة ضبط النظام الكهروضوئي الجديد لإعادة التسقيف الثانية + تكاليف إعادة التسقيف الثانية) لسقف لن يتجاوز عمر الضمان الكهروضوئي وله نصف العمر المتوقع لسقف العطاء المرتفع. يجب اختيار إما العطاء المتوسط أو المرتفع لحل اقتصادي طويل الأجل.